# هيتومي واتانابي
هيتومي واتانابي (باليابانية: 渡辺眸) هي مصورة يابانية، ولدت في 1939 في طوكيو في اليابان.